# Torgeist
Torgeist is een Franse blackmetalband die deel uitmaakte van Les Legions Noires.
De band is in 1992 opgericht, maar bracht haar eerste demo "Devoted to Satan" pas in 1994 uit. In 1995 kwam de tweede demo "Time of Sabbath". Een opnieuw opgenomen sessie van hun tweede demo werd gebruikt op de split met Vlad Tepes. De leden speelden naast Torgeist ook nog in tal van andere projecten van LLN, waaronder Belketre.

## Bezetting

### Laatste bezetting
- Lord Beleth'Rim - Gitarist, vocalist
- Vordb Bathor Ecsep - Bassist
- Lord Aäkon Këëtrëh - Gitarist
- A Dark Soul - Drummer

## Discografie
- 1994 Devoted to Satan (Demo)
- 1995 Time of Sabbath (Demo)
- 1996 Black Legions Metal (Split)